# دورنمای رویه‌های پراکنده تهاجمی روی جانوران

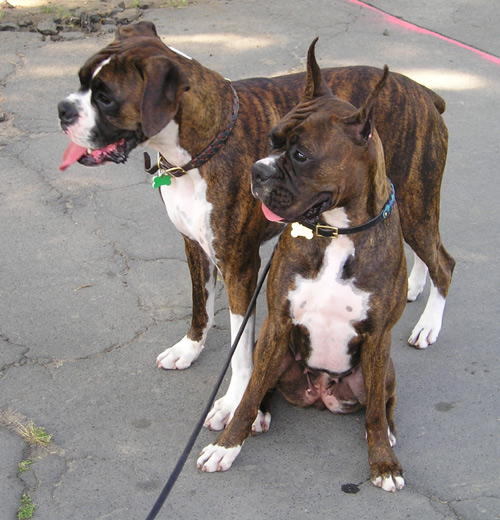
باکسرهایی با گوش‌های طبیعی و بریده و دم‌های کوتاه‌شده

رویه‌های متعددی که روی جانوران اهلی انجام می‌شود معمولاً تهاجمی‌تر از تغییرهای صرفاً زیبایی هستند، اما با انواع جراحی‌های دامپزشکی که منحصراً به دلایل بهداشتی فوری انجام می‌شوند متفاوت است. این روش‌ها توسط کالج سلطنتی جراحان دامپزشکی در گزارشی که دلایل انجام آن‌ها و پیامدهای رفاهی آن‌ها را توضیح می‌دهد، و توسط دیگران، تحت عنوان فنی «مختل‌کننده» دسته‌بندی شده‌اند.

## رویه‌ها
| گونه‌ها            | رویه‌ها |
| ----------------- | --- |
| گربه‌ها            | - اختگی - برداشتن پنجه - بی‌صداسازی - دم بریدن - خال‌کوبی - انگشت‌بری |
| گاو               | - اختگی - نام تجاری - شاخ‌زدایی - برچسب زدن گوش - حلقه بینی - قفل و زنجیر - دم بریدن - برداشتن زبان (گوساله)                                                                             |
| سگ‌ها              | - اختگی - بی‌صداسازی/برداشتن پوست - حذف پنجه شبنم - برداشت گوش - دم بریدن - سوراخ کردن دم - خال‌کوبی - برداشتن دندان                                                                      |
| فرت‌ها             | - بوزدایی - خال‌کوبی |
| اسب‌ها             | - اختگی - نام تجاری - شلیک پین - مسدود کردن دم - دم بریدن - سوراخ کردن دم |
| موش‌های آزمایشگاهی | - برچسب زدن گوش - Earmark (کشاورزی) - بریدن دم - خال‌کوبی - بریدن انگشت پا |
| خوک‌ها             | - اختگی - اتصال گوش - برچسب زدن گوش - اختصاص دادن - حلقه بینی - دم بریدن - خال‌کوبی - بریدن دندان - پیرایش عاج                                                                           |
| ماکیان            | - کوتاه کردن نوک - بلایندرز - کاپونیزه کردن - Desnooding - حذف کردن - تخلیه کردن - شبنم زدن - دوبله - فوا گراس فوراً تغذیه - کندن پر - برداشتن بال - حذف خار - بریدن انگشت پا - قیچی بال |
| گوسفند            | - اختگی - برچسب زدن گوش - اختصاص دادن - شاخ‌زدایی - علامت گذاری - Mulesing - اتصال دم - دندان قروچه                                                                                      |
| اسکانکس           | - بوزدایی |
| مارها             | - حذف مجرای زهر |
| میگو / میگو       | - فرسایش ساقه چشم |
| مختلف             | - تلقیح مصنوعی - اخته کردن / (کاپونیزاسیون) - علامتگذاری گوش - برچسب زدن گوش - خال‌کوبی                                                                                                  |